# Jes Macallan

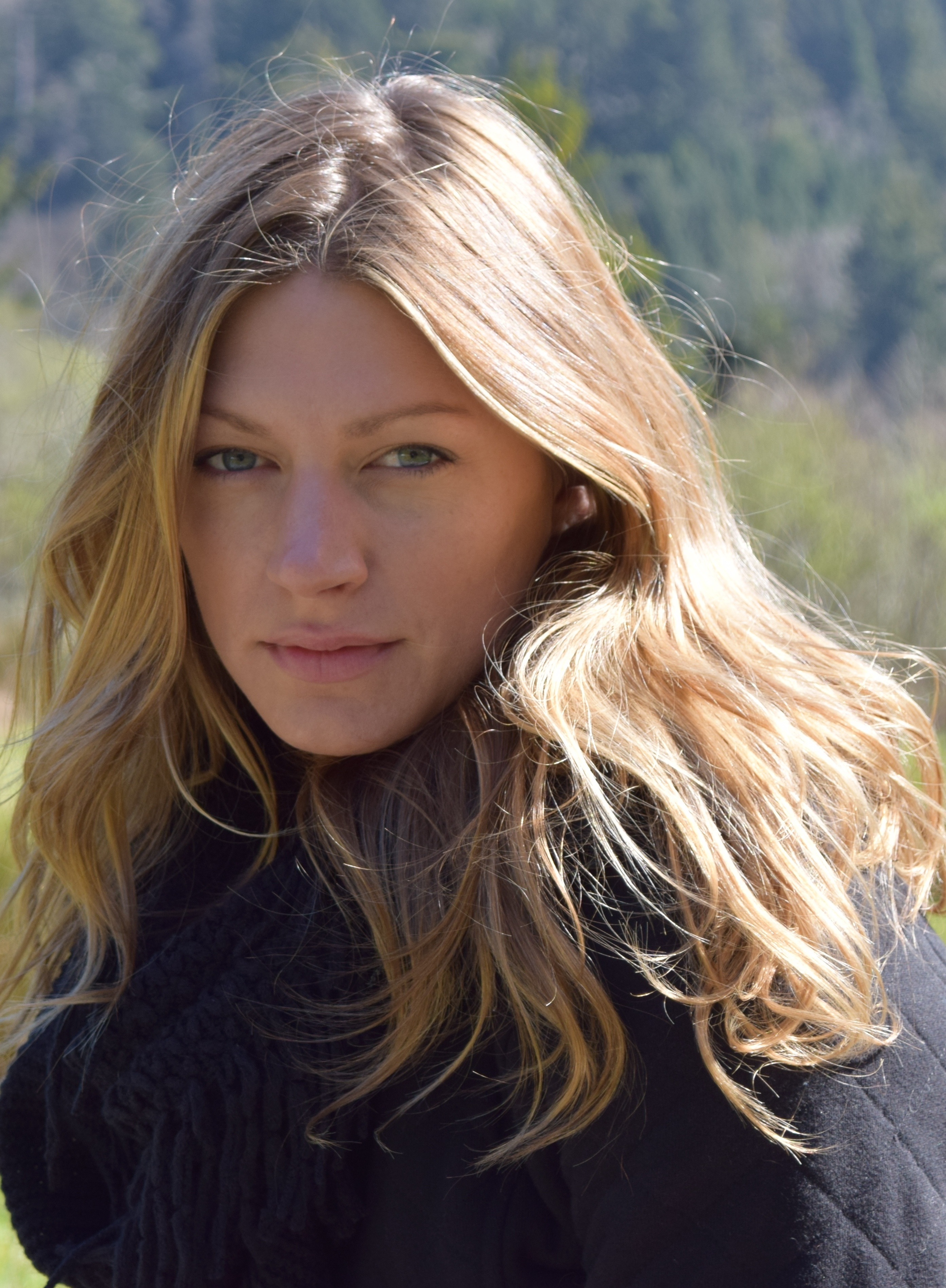
Jes Macallan

Jes Macallan (* 9. August 1982 in Sarasota, Florida) ist eine US-amerikanische Filmschauspielerin.

## Leben und Karriere
In den frühen 2000er Jahren startete Macallan eine Model-Karriere, gleichzeitig absolvierte sie ein Marketing-Studium an der University of Florida. In New York City nahm sie Schauspielunterricht am Maggie Flanigan Studio. Ihr erster Filmauftritt war 2008 im Film Ocean’s 7-11; es folgten eine Reihe von TV-Serienepisoden. Bekannt wurde sie in ihrer Rolle als „Josslyn Carver“ in der Serie Mistresses. Seit 2017 spielt sie „Ava Sharpe“ in der Serie Legends of Tomorrow.

## Filmografie (Auswahl)
- 2008: Ocean’s 7-11
- 2008: Identity Crisis
- 2008: One, Two, Many
- 2009: Behaving Badly – Brav sein war gestern (Behaving Badly)
- 2009: Hired Gun
- 2011: The Protector (Fernsehserie, eine Folge)
- 2011: Being Bin Laden
- 2011: Justified (Fernsehserie, 2 Folgen)
- 2011: Shameless (Fernsehserie, eine Folge)
- 2012: Femme Fatales (Fernsehserie, eine Folge)
- 2012: Navy CIS: L.A. (Fernsehserie, eine Folge)
- 2012: Crash & Burn
- 2012: Grey’s Anatomy (Fernsehserie, eine Folge)
- 2013–2016: Mistresses (Fernsehserie, 52 Folgen)
- 2014: The Mentor
- 2014: Kiss Me
- 2014–2015: Red Band Society (Fernsehserie, 2 Folgen)
- 2015: Thirst
- 2016: Married by Christmas
- 2016: Relationship Status (Fernsehserie, 2 Folgen)
- 2017: An Uncommon Grace
- 2017–2022: Legends of Tomorrow (Fernsehserie, 70 Folgen)
- 2023: The Company You Keep (Fernsehserie, eine Folge)